# Sento solo il presente
Sento solo il presente è un singolo della cantante italiana Annalisa, scritto da Francesco Silvestre e pubblicato il 5 maggio 2014 come primo estratto dal quarto album in studio Splende.
Il brano nel giugno dello stesso anno ottiene una nomination al premio RTL 102.5 - Canzone dell'estate 2014 indetto dal Summer Festival e vince un Velvet Awards 2014 come Best Summer Song.

## Descrizione
Il testo e le musiche sono interamente realizzati da Kekko Silvestre, frontman dei Modà, mentre la produzione è stata affidata da quest'ultimo con la collaborazione di Enrico Palmosi. La cantante in merito alla canzone e alla collaborazione nata per la prima volta con Silvestre dichiara:
Annalisa ha eseguito il brano per la prima volta in televisione, durante la semifinale della tredicesima edizione di Amici di Maria De Filippi, in duetto con la concorrente Deborah Iurato.

## Video musicale
Il videoclip del brano è stato anticipato dalla pubblicazione di un lyric video ufficiale pubblicato dalla Warner Music Italy nel proprio canale YouTube il 5 maggio 2014. Le scritte compaiono con lo sfondo dell'applicazione Line attivata dalla cantante ufficialmente ad aprile 2014. I pezzi che compaiono, scorrono come una chat dell'applicazione che vede coinvolti i fan in prima persona, con la loro immagina del profilo. Nei giorni precedenti infatti, la stessa cantante aveva chiesto tramite il profilo ufficiale Line di inviare la propria foto profilo per comparire nel lyric video sia con il nickname che con la foto.
Il 12 maggio 2014 è stato distribuito il trailer del videoclip, pubblicato nel canale YouTube della Warner Music Italy che anticipa di un giorno l'anteprima pubblicata sul profilo ufficiale Line di Annalisa; il video esce ufficialmente sul canale YouTube della Warner Music Italy il 16 maggio. Il video, diretto da Gaetano Morbioli per Run Multimedia, è stato girato al Parco giardino Sigurtà in provincia di Verona.
Nel'ottobre 2014 il video ha ottenuto una candidatura ai Latin Music Italian Awards 2014 come Best International Female Video of the Year.

## Tracce
1. Sento solo il presente – 3:43 (Francesco Silvestre)

## Successo commerciale
Nella settimana di debutto il singolo raggiunge la 7ª posizione della Top Singoli, mentre nella Radio Airplay Italia stilata da EarOne il singolo raggiunge la 13ª posizione.
Nella 48ª settimana del 2014, il singolo raggiunge la certificazione di disco d'oro per le oltre 15 000 copie vendute in digitale.

## Classifiche
| Classifica (2014) | Posizione massima |
| ----------------- | ----------------- |
| Italia            | 7                 |